# Villa Romanin Jacur
Villa Donà dalle Rose, Romanin Jacur è una villa veneta di Salzano, nella Città metropolitana di Venezia. 
Sorge nel centro del paese, affacciandosi alla SP 35 "Salzanese" (via Roma).

## Storia
La costruzione risalirebbe al XVII secolo e i primi proprietari furono i patrizi Donà dalle Rose del ramo di Santa Fosca; nel 1646 è infatti documentata la presenza in paese di Gerolamo Donà e del figlio Andrea. 
Estinti con la morte di un Nicolò nella prima metà del Settecento, la villa divenne, per diritto di maggiorasco, dei Donà di San Polo. Nel 1838 anche questo ramo si estinse con un Paolo e le proprietà passarono in eredità ai nipoti Fietta (cui spettò la villa) e Sangiantofetti.
Nel 1847 il complesso fu acquistato da Moisè Vita Jacur, finanziere padovano di stirpe ebraica, che realizzò il parco. Nel 1871 incaricò il nipote Leone Jachia Romanin-Jacur di fondare una filanda a vapore, ricavandola in parte dalle barchesse poste sul retro. L'opificio fu inaugurato lo stesso anno, dopo nemmeno dieci mesi di lavoro.
Durante la seconda guerra mondiale l'edificio fu occupato dall'esercito tedesco e il parco subì gravissimi danni.
Acquistata nel 1979 dal Comune di Salzano, attualmente ne ospita il municipio.

## Descrizione
Il complesso è costituito dalla casa padronale e dalla retrostante filanda, derivante dagli antichi annessi rustici. Tra i due edifici si estende un parco di circa 5 ettari: ispirato ai giardini all'inglese, si caratterizza per la presenza di specie arboree pregiate e di angoli suggestivi, con laghetti, isolotti, grotte e collinette tra i quali sorgono costruzioni in falso gotico. Un altro giardinetto si trova tra la villa e la strada.
La villa è un edificio a tre piani, costituita dal corpo centrale e da due ali laterali arretrate, formando un complesso pianta a "T". Qualcuno ha teorizzato che l'edificio centrale fosse in origine una casa colonica. 
La facciata sud presenta, ai due piani superiori, due trifore sovrapposte protette da balaustrate. Il piano terra si caratterizza per il bugnato che contorna l'ingresso principale e le altre aperture.
La facciata nord è più compatta, con un timpano centrale e cornici in pietra. Si osserva inoltre un corpo aggettante di forme squadrate, forse un tempo adibito ad oratorio.
Gli interni seguono il consueto schema delle ville venete settecentesche: l'ingresso a sud conduce a una sala dalla quale, tramite una scala posta ad est, si giunge ai piani superiori. Sono state rinvenute tracce di affreschi sia nella sala al piano terra, sia all'esterno sulla parete ovest.
Le due barchesse retrostanti, come già detto, hanno subito pesanti interventi per la realizzazione della filanda. Quella ovest è ad un piano, l'altra è a tre piani con tre corpi; quello in testata presenta un loggiato di ordine dorico culminante con un timpano con cornice modanata. Gli edifici sono stati collegati alla retrostante filanda, divenendone parte integrante.
Un cenno merita infine l'opificio ottocentesco quale esempio di archeologia industriale. Sul timpano centrale è presente un affresco e, al di sotto, stanno due iscrizioni che ricordano la fondazione dell'edificio e, sembra, l'importanza dell'industria per Salzano.